# جون بينيت رامزي
جون بينيت رامزي (بالإنجليزية: John Bennett Ramsey)‏ هو متسابقة ملكة الجمال أمريكي، ولد في 7 ديسمبر 1943 في لنكن في الولايات المتحدة.

## وصلات خارجية
- جون بينيت رامزي على موقع IMDb (الإنجليزية)
- جون بينيت رامزي على موقع إن إن دي بي (الإنجليزية)
- جون بينيت رامزي على موقع قاعدة بيانات الفيلم (الإنجليزية)